# 亞歷山大ALX車身系列
亞歴山大ALX100 , ALX200 , ALX300 , ALX400 , ALX500是亞歷山大製造的巴士車身。

## ALX100

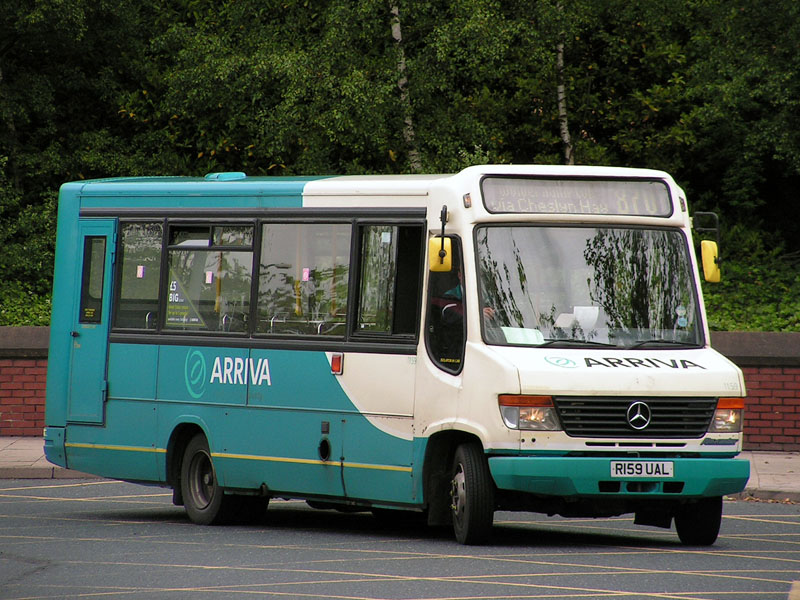
配亞歷山大ALX100車身的平治Vario

亞歷山大ALX100（Alexander ALX100）是英國亞歷山大車身廠製造的一款小型巴士車身，為ALX系列車身的其中一款，1997年推出，並取代亞歷山大Sprint型車身。
ALX100車身專為梅賽德斯-賓士O814D Vario及O810 底盤而設，車身款式與Plaxton Beaver相近。
ALX100車身生產一直維持至1999年。

## ALX200
亞歷山大ALX200（簡稱ALX200）是一種由英國亞歷山大車身廠製造的中型單層巴士車身。ALX200是ALX系列之一，5個型號包括ALX100、ALX200、ALX300、ALX400及ALX500，除ALX100外，其他都大致相同。ALX200主要設計給90年代後生產的中型單層低地台巴士底盤，並取代亞歷山大Dash車身。
隨著亞歷山大車身廠併入由Mayflower集團同Henlys集團合資的TransBus International，亞歷山大ALX200車身被改良版本的Plaxton Pointer車身取代，並改稱Transbus Pointer。

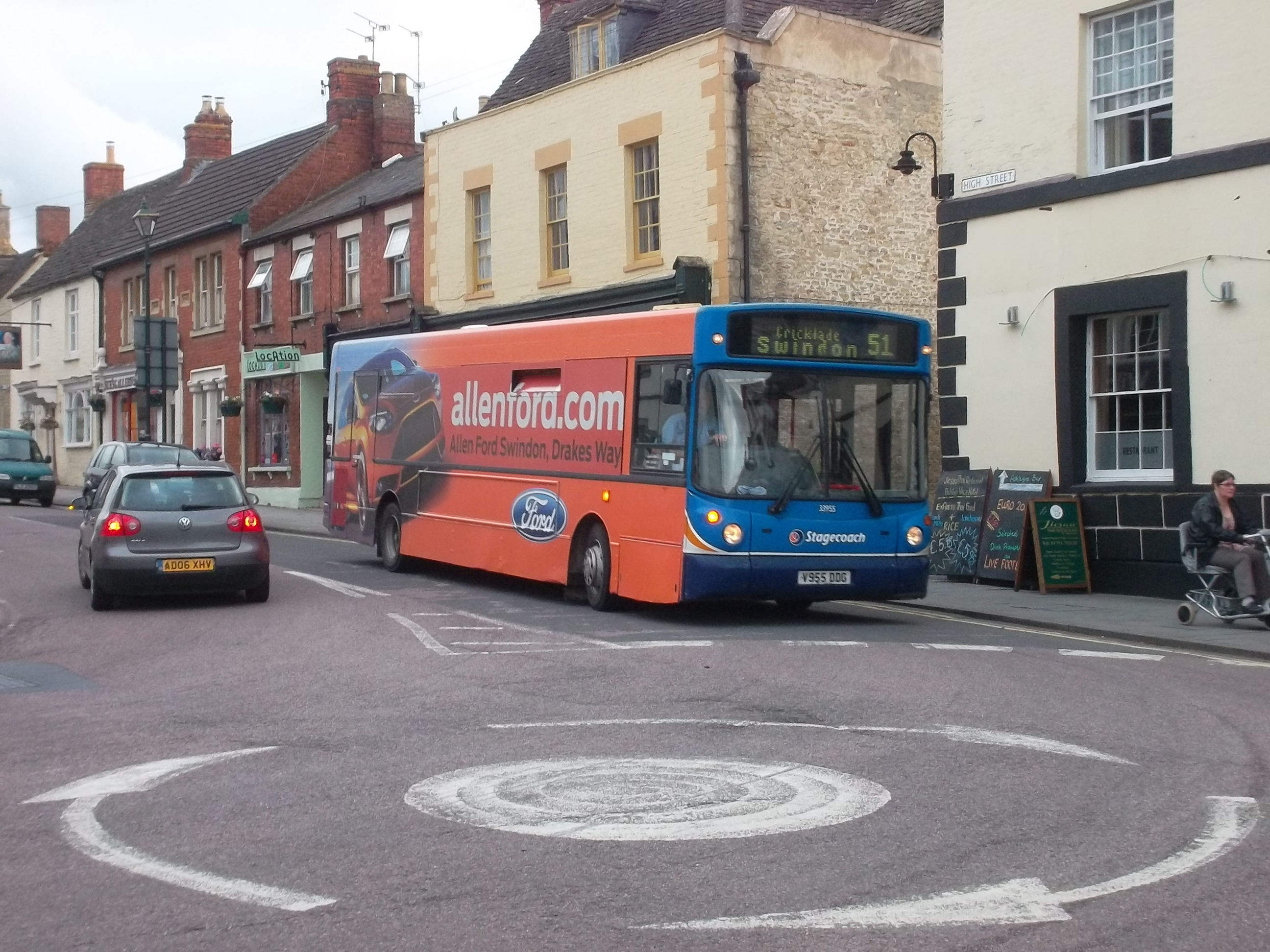
捷達巴士在斯溫頓的ALX200，配丹尼士飛鏢巴士底盤

## ALX300
亞歷山大ALX300（簡稱ALX300）是一款由英國亞歷山大車身廠製造的中型單層巴士車身。ALX300是ALX系列之一，5個型號包括ALX100、ALX200、ALX300、ALX400及ALX500，除ALX100外，其他都大致相同。ALX300主要設計給90年代後生產的大型單層低地台巴士底盤，並取代亞歷山大PS型車身。

## ALX400
亞歷山大ALX400（簡稱ALX400）是一種由英國亞歷山大車身廠製造的兩軸雙層巴士車身。ALX400是ALX系列之一，5個型號包括ALX100、ALX200、ALX300、ALX400及ALX500，除ALX100外，其他都大致相同。ALX400主要設計給90年代後生產的兩車軸低地台巴士底盤。

## ALX500
亞歷山大ALX500（簡稱ALX500）是一種由英國亞歷山大車身廠製造的三軸雙層巴士車身。ALX500是ALX系列之一，5個型號包括ALX100、ALX200、ALX300、ALX400及ALX500，除ALX100外，其他都大致相同。ALX500主要設計給二十世紀九十年代後生產的三車軸低地台巴士底盤。